# Буалле, Софи
Софи́ Буалле́ (Буайе́) (фр. Sophie Boilley; 18 декабря 1989, Валанс, Дром, Франция) — французская биатлонистка, двукратный серебряный призёр чемпионатов мира в эстафете. Завершила карьеру и стала телекомментатором

## Спортивная карьера

### Юниорские и молодёжные достижения
| Год  | Место проведения | Возраст | Инд | Спр | Пр | Эст |
| ---- | ---------------- | ------- | --- | --- | -- | --- |
| 2008 | ЧМ Рупольдинг    | U19     | 6   | 5   | 2  | 4   |
| 2009 | ЧМ Кенмор        | U21     | 24  | 3   | 7  | 4   |
| 2009 | ЧЕ Уфа           | U26     | —   | 8   | 11 | 4   |
| 2010 | ЧМ Турсбю        | U21     | 8   | 2   | 1  | 4   |
| 2010 | ЧЕ Отепя         | U26     | 25  | 26  | 15 | 1   |

### Участие в Чемпионатах мира
| Год  | Место проведения  | Инд | Спр | Пр | МС | Эст | См |
| 2011 | ЧМ Ханты-Мансийск | 50  | =34 | 39 | —  | 2   | —  |

### Карьера в Кубке мира
- Дебют в Кубке мира — 18 декабря 2008 года в индивидуальной гонке в Хохфильцене — 58 место.
- Первое попадание в очковую зону — 1 декабря 2010 года 30 место в индивидуальной гонке в Эстерсунде.
- Первое попадание на расширенный подиум — 4 февраля 2011 года 8 место в спринтерской гонке в Преск-Айле.
- На следующий день, 5 февраля 2011 года, Софи впервые поднялась на подиум. В составе сборной Франции (Брюне, Буалле, Же, Бёф) она заняла 2 место в смешанной эстафете.

### Общий зачёт в Кубке мира
- 2010/2011 — 40-е место (146 очков)
- 2011/2012 — 35-е место (210 очков)
- 2012/2013 — 34-е место (234 очка)
- 2013/2014 — 58-е место (70 очков)
- 2014/2015 — 56-е место (94 очка)